# Arancou
Arancou is een gemeente in het Franse departement Pyrénées-Atlantiques (regio Nouvelle-Aquitaine) en telt 120 inwoners (2009). De plaats maakt deel uit van het arrondissement Bayonne.

## Geografie
De oppervlakte van Arancou bedraagt 5,3 km², de bevolkingsdichtheid is dus 22,6 inwoners per km².
De onderstaande kaart toont de ligging van Arancou met de belangrijkste infrastructuur en aangrenzende gemeenten.

## Demografie
Onderstaande figuur toont het verloop van het inwonertal (bron: INSEE-tellingen).